# Ес-Санамейн (нохія)
Нохія Ес-Санамейн (араб. ناحية المسمية) — нохія у Сирії, що входить до складу однойменної мінтаки Ес-Санамейн мухафази Дар'а. Адміністративний центр — поселення Ес-Санамейн.
До нохії належать такі поселення:
- Ес-Санамейн → (Al-Sanamayn);
- Бассір → (Bassir);
- Бурка → (Burqa);
- Еїб → (Eib);
- Ель-Харра → (al-Harra);
- Інхіл → (Inkhil);
- Джудайя → (Judayyah);
- Тубна → (Tubna);
- Замрін → (Zamrin);
- Кафр-Шамс → (Kafr Shams);
- Хабаб → (Khabab);
- Ель-Канія → (al-Qaniyah);
- Кайта → (Qayta);
- Самлін → (Samlin);

Нохія Ес-Санамейн на мапі мінтака Ес-Санамейн

- Ель-Карім-аш-Шамалі → (Al-Kareim al-Shamali);
- Ель-Карім-аль-Джанубі → (Al-Kareim al-Janoubi);
- Джісрі → (Jisri);
- Джанін → (Janin);
- Сінамін → (Sinamien);
- Джамра → (Jamrah);
- Ум-ель-Авсадж → (Um al-'Awsaj).